# Quinto Cedicio (tribuno militare)
Quinto Cedicio (in latino Quintus Caedicius; fl. III secolo a.C.) è stato un militare romano.

## Biografia
Quinto Cedicio fu tribuno militare durante la prima guerra punica.
Tribuno nel 258 a.C., sotto il comando del proconsole Gaio Aquilio Floro, fu protagonista di un atto di eroismo che gli valse una menzione nelle Origines di Marco Porcio Catone.
Essendosi trovato l'esercito romano in una posizione svantaggiata nei confronti di quello punico, schierato in una posizione dominate, il tribuno propose al Proconsole un diversivo che avrebbe comportato la morte quasi certa dei soldati romani impegnativi, in cambio della salvezza del resto dell'esercito.
E alla domanda del generale, su chi avrebbe comandato il manipolo di 400 soldati romani, Quinto si propose senza esitazioni.
Il diversivo funzionò, tant'è che mentre i cartaginesi erano impegnati a combattere ed uccidere i soldati romani mandati in incursione contro le loro posizioni, Floro poté ritirare il resto dell'esercito senza combattere. 
Nonostante le molteplici ferite, Quinto Cedicio fu ritrovato vivo nel campo di battaglia, e tornato a Roma gli fu conferita la corona d'oro.